# Gieddávrre
Gieddávrre är en sjö i Jokkmokks kommun i Lappland och ingår i Luleälvens huvudavrinningsområde. Sjön har en area på 1,75 kvadratkilometer och ligger 669 meter över havet. Gieddávrre ligger i Padjelanta Natura 2000-område. Sjön avvattnas av vattendraget Gieddejåhkå. Det största inflödet till sjön är Bållávrjåhkå. Ett annat inflöde är Stállojågåsj.

## Delavrinningsområde
Gieddávrre ingår i det delavrinningsområde (746986-154325) som SMHI kallar för Utloppet av Kieddaure. Medelhöjden är 783 meter över havet och ytan är 22,07 kvadratkilometer. Räknas de 10 avrinningsområdena uppströms in blir den ackumulerade arean 121,5 kvadratkilometer. Gieddejåhkå som avvattnar avrinningsområdet har biflödesordning 3, vilket innebär att vattnet flödar genom totalt 3 vattendrag(Vuojatädno, Stora Luleälv, Luleälven) innan det når havet efter 431 kilometer. Avrinningsområdet består mestadels av kalfjäll (90 procent). Avrinningsområdet har 1,93 kvadratkilometer vattenytor vilket ger det en sjöprocent på 8,7 procent.